# Beniatjar
Beniatjar ist eine spanische Gemeinde (Municipio) mit 209 Einwohnern (Stand: 2024) in der Valencianischen Gemeinschaft, in der Comarca Vall d’Albaida.

## Lage
Beniatjar liegt in einer Höhe von ca. 415 m. Die Provinzhauptstadt Valencia liegt etwa 60 Kilometer in nördlicher Richtung.

## Geschichte
| Jahr      | 1900 | 1930 | 1950 | 1960 | 1970 | 1981 | 1991 | 2001 | 2011 | 2021 |
| --------- | ---- | ---- | ---- | ---- | ---- | ---- | ---- | ---- | ---- | ---- |
| Einwohner | 560  | 418  | 421  | 354  | 312  | 279  | 257  | 234  | 271  | 207  |

## Kultur und Sehenswürdigkeiten
- Burgruine von Carbonera
- Marienkirche (Església de la Mare de Déu de l'Encarnació)

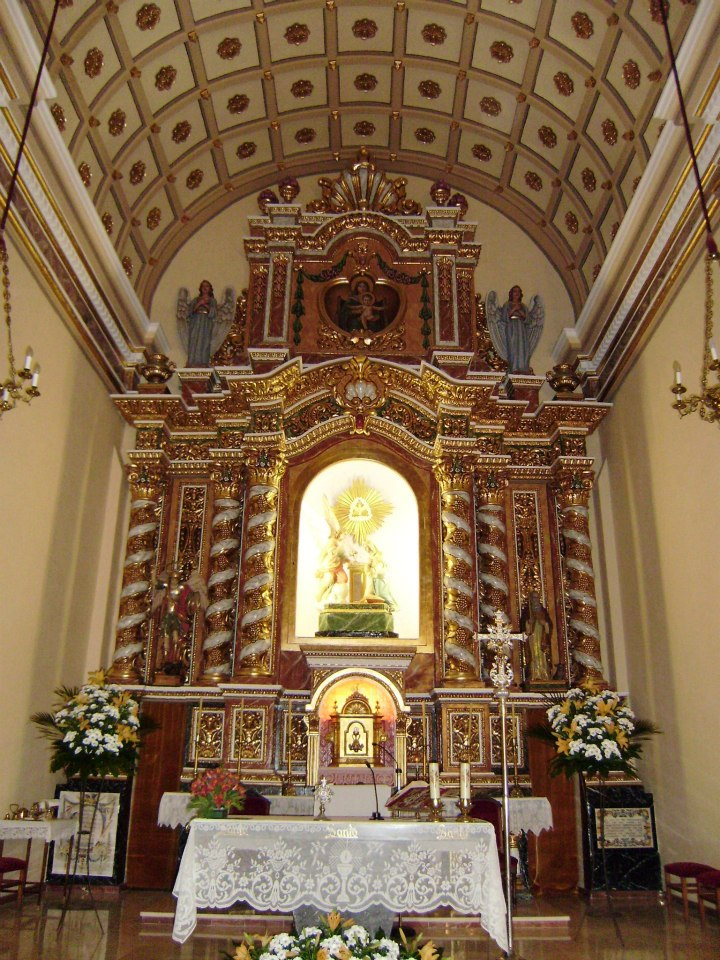
Altarraum der Marienkirche